# Amstel Gold Race 2004
L'Amstel Gold Race 2004 fou la 39a edició de l'Amstel Gold Race. La cursa es disputà el 18 d'abril de 2004, i en fou el vencedor final l'italià Davide Rebellin, que s'imposà a l'esprint al seu company d'escapada en la meta de Valkenburg.
191 ciclistes hi van prendre part, acabant la cursa 101 d'ells.

## Classificació final
|    | Ciclista          | Equip             | Temps      |
| -- | ----------------- | ----------------- | ---------- |
| 1  | Davide Rebellin   | Team Gerolsteiner | 6h 01' 03" |
| 2  | Michael Boogerd   | Landbouwkrediet   | + 01"      |
| 3  | Paolo Bettini     | Quick Step        | + 18"      |
| 4  | Danilo Di Luca    | Saeco             | m. t.      |
| 5  | Peter Van Petegem | Lotto-Domo        | m. t.      |
| 6  | Matthias Kessler  | T-Mobile Team     | + 26"      |
| 7  | Erik Dekker       | Rabobank ProTeam  | + 41"      |
| 8  | Serguei Ivanov    | T-Mobile Team     | + 52"      |
| 9  | Mirko Celestino   | Saeco             | + 53"      |
| 10 | Giampaolo Caruso  | Liberty Seguros   | + 55"      |